# Audemars Piguet
Audemars Piguet (AP) (pronunție în franceză [odmaʁ piɡɛ]) este un producător de ceasuri elvețiene de lux fondat în 1875 de ceasornicarii Jules Louis Audemars Piguet și Edward Auguste.

## Galerie

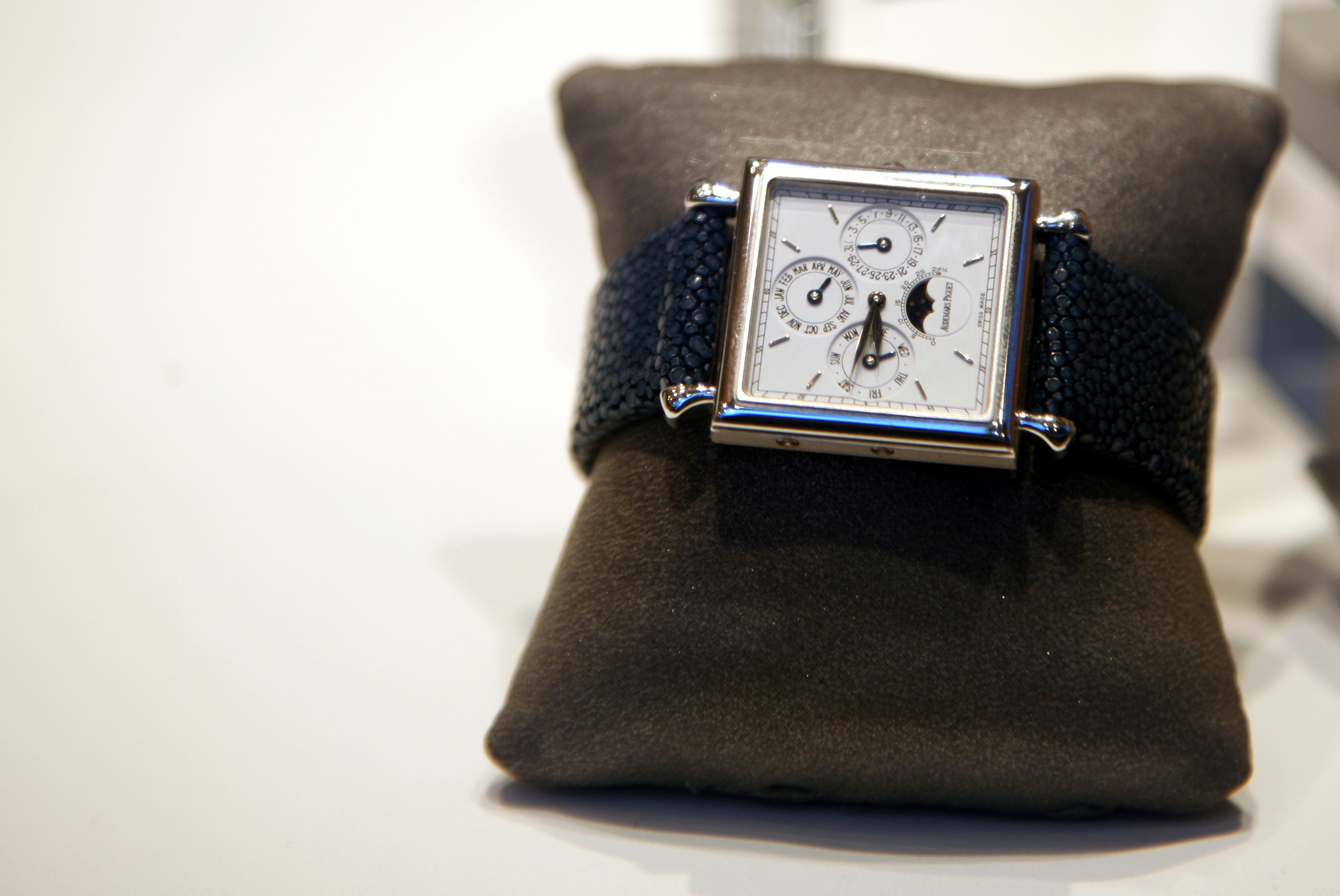
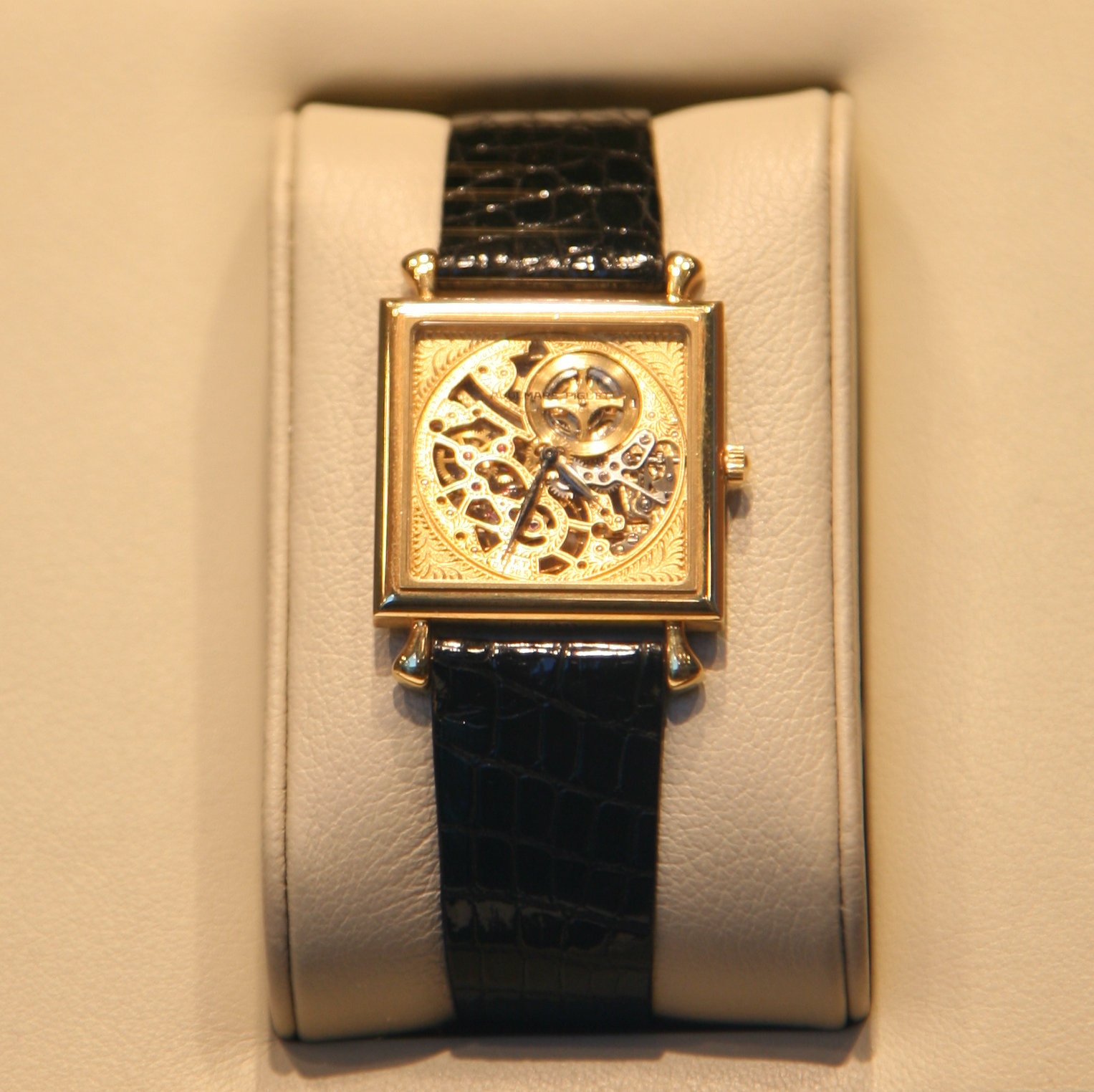
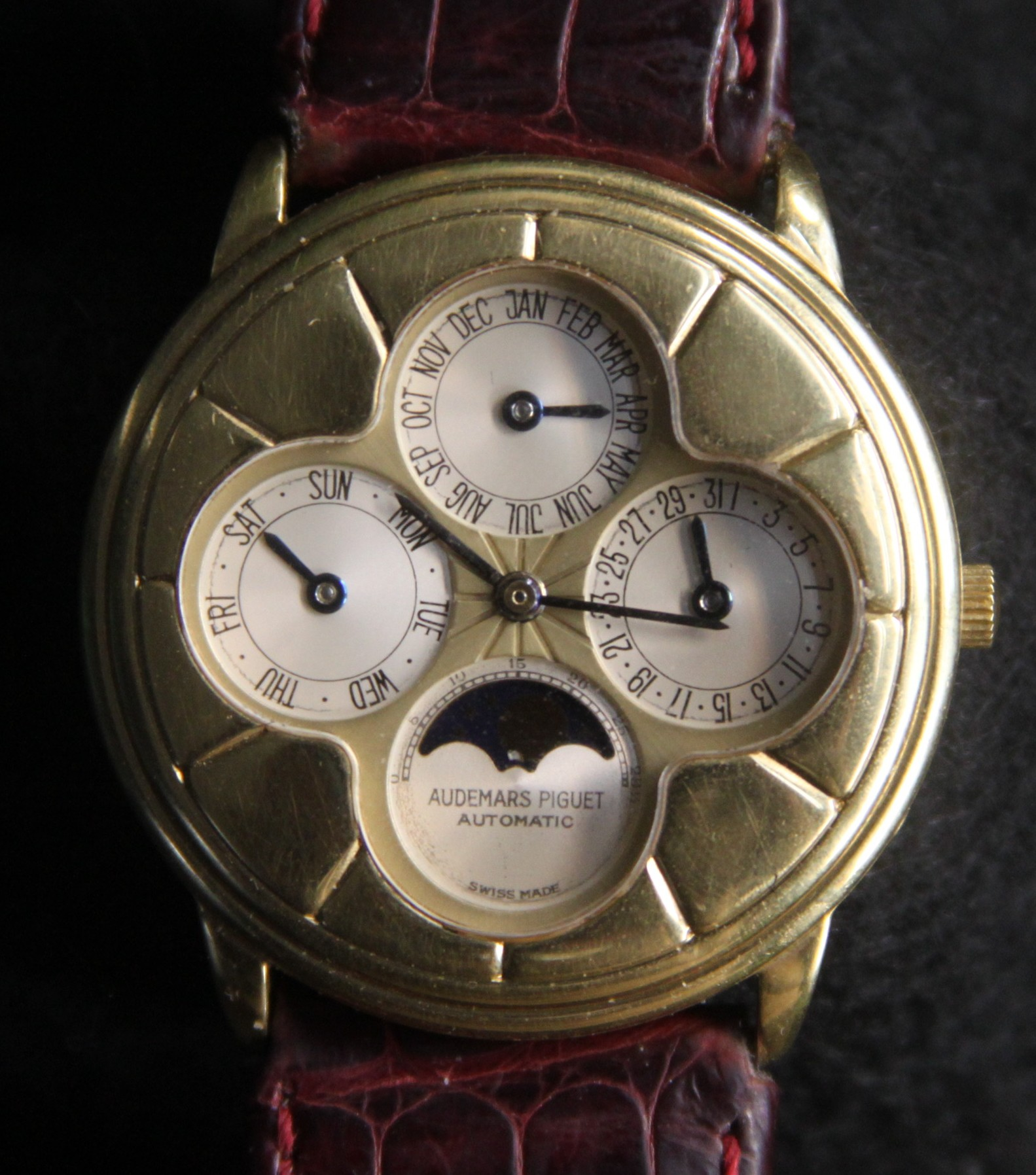
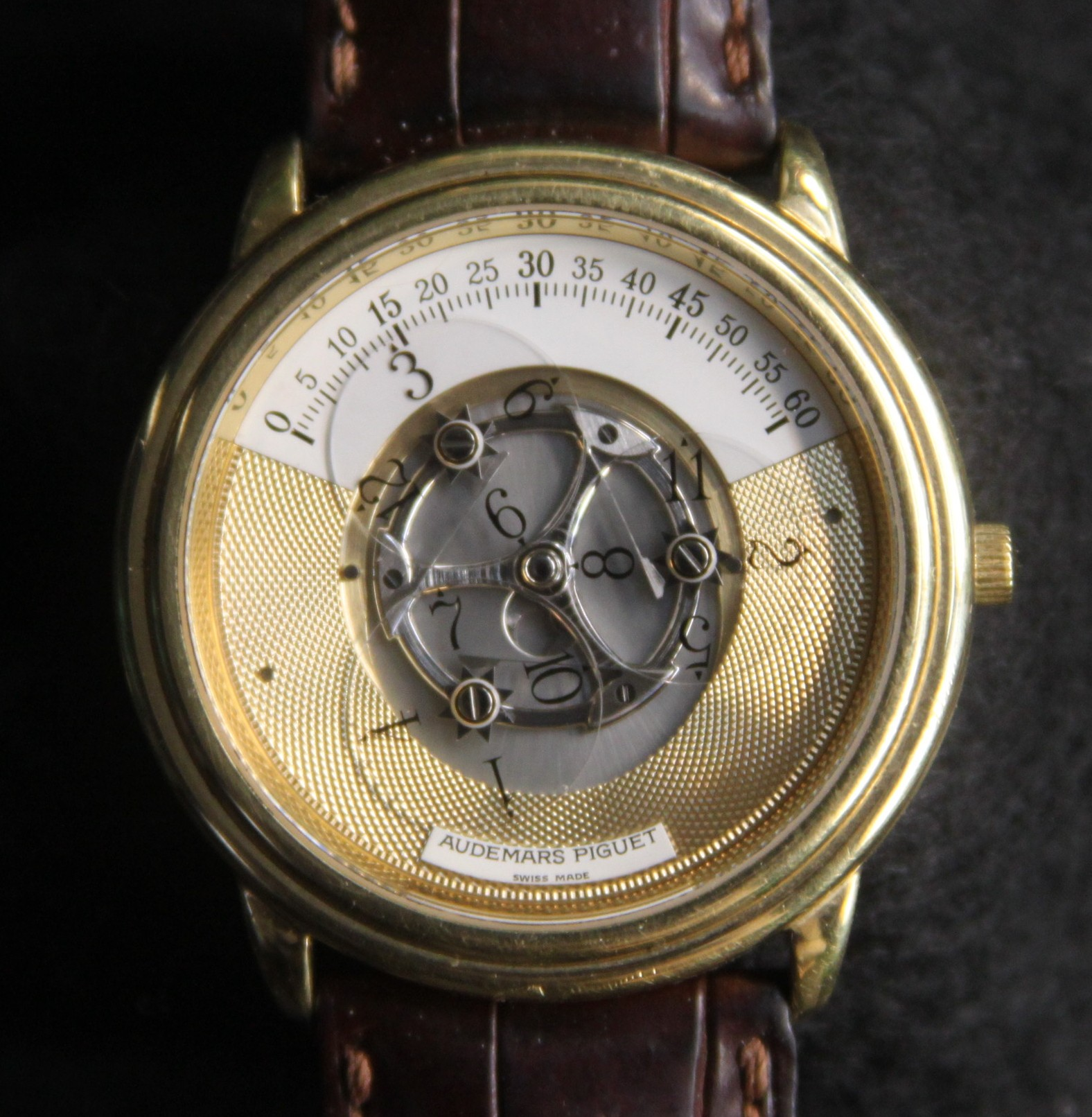
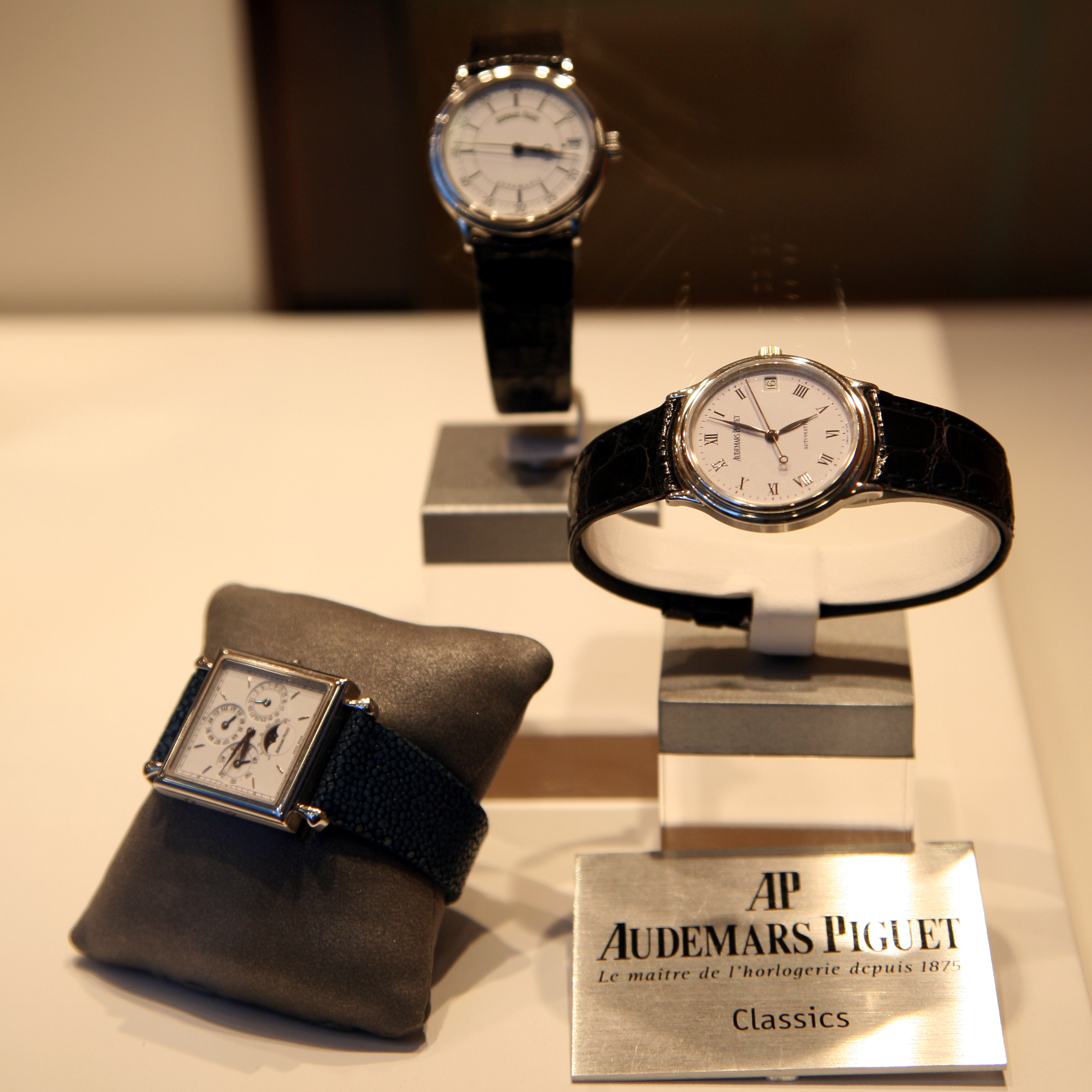

## Legături externe
- Official site
- Latest News on Audemars Piguet Arhivat în 21 iunie 2013, la Wayback Machine.
- History of Audemars Piguet Arhivat în 21 iunie 2013, la Wayback Machine.
- Emblematic models of Audemars Piguet Arhivat în 21 iunie 2013, la Wayback Machine.
- History of the Royal Oak
- Audemars Piguet's channel pe YouTube
- Audemars Piguet on Facebook
- Audemars Piguet on Twitter
- Tradition und Hightech-Verliebtheit von Audemars Piguet